# Vracht
Vracht ist ein Schweizer Dokumentarfilm von Max Carlo Kohal aus dem Jahr 2024.

## Inhalt
Der Film begleitet den jungen Niederländer Rudmer vier Jahre lang auf einem Frachtschiff. Monumental sieht man seine Reise um die Welt und seinen Versuch, sich seinen Traum als Kapitän zu erfüllen.

## Produktion
Der Film feierte auf dem Tallinn Black Nights Film Festival im November 2024 Premiere und wurde unter anderem im Mai 2025 auf dem DOK.fest München gezeigt. Der Film wird von Dschoint Ventschr Distribution vertrieben und kam am 24. April 2025 in die Schweizer Kinos.

## Rezeption
Yannick Bracher von Out Now: „Die Kameraführung beeindruckt dabei nicht nur mit ihrer Nähe zu den dargestellten Personen, sondern ebenso mit schön eingefangenen Bildern von beengend wirkenden Schleuseneinfahrten, von gestapelten Stahlcontainern oder als Close-ups bei der Arbeit auf dem Schiff. [...] Thematisch gibt es dann aber doch einige Fragen, die offen bleiben und über welche wir die Dokumentation kaum aufklärt. [...] Vracht bleibt ein Kammerspiel, das das Schiff nie verlässt. Die 80 Minuten Laufzeit vergehen zügig und bieten spannende, neue Erkenntnisse.“

## Auszeichnungen
- 2024: Tallinn-Black-Nights-Film-Festival-Nominierung in der Kategorie Bester Dokumentarfilm
- 2025: Solothurner-Filmtage-Nominierung
- 2025: Schweizer-Filmpreis-Nominierung in der Kategorie Bester Debütfilm
- 2025: Deutscher Dokumentarfilm-Musikpreis des DOK.fest München für Mirjam Skal[5]
- 2025: DOK.fest-München-Nominierung in der Kategorie Megaherz Student Award